# Gaumais
Le gaumais est un dialecte du lorrain, langue régionale de la Gaume, dans le sud de la province de Luxembourg, en Belgique. Il est reconnu comme langue régionale endogène par la Fédération Wallonie Bruxelles. 
Il s'agit avant tout du terme servant à désigner les parlers lorrains romans de Wallonie,.
Il se rapproche du lorrain d'oïl des régions françaises frontalières de l'ancien canton de Carignan, de la Communauté de communes du Pays de Montmédy et de la Communauté de communes du Pays de Stenay. Il est également parlé dans quelques villages français frontaliers comme Ville-Houdlémont et Gorcy.

## Histoire
Le lorrain dérive du latin vulgaire parlé par les populations romanisées. Certains mots celtes subsistent, mais c'est bien le vocabulaire latin qui structure ce dialecte.
Le gaumais a subi l'influence germanique et y a retiré de nombreuses particularités comme l'article défini la (la Djeanne) et le (le Djean) mais également des mots comme la crombîre (Grundbirne = pomme de terre) ou encore la waffe (Waffle = gaufre).
Il a progressivement intégré des mots d'autres origines comme casavèk (katsavejka = blouse féminine), présent également en wallon.
L'évolution du dialecte sera marquée par une francisation progressive du gaumais, le français étant déjà au XVIIe siècle la langue officielle de l'état civil religieux.
En 1794, alors que la Gaume est rattachée à la France, l'abbé Grégoire présente son rapport à la Convention nationale. D'origine lorraine, il préconise "d'anéantir les patois et d'universaliser l'usage de la langue française". Les langues régionales seront systématiquement stigmatisées comme des langues sans valeur.
1815 verra la création du royaume uni des Pays-Bas et marquera de manière définitive les frontières de la Gaume. Le dialecte va alors évoluer de manière très différente de chaque côté de la frontière. L'école obligatoire et laïque en France permet à la langue française de supplanter très rapidement le gaumais dès la fin du XIXe siècle en tant que langue maternelle. La Belgique suivra, après la Première Guerre mondiale.
Le gaumais est ainsi interdit dans les écoles belges au profit du français et son usage entraîne une répression. Le changement est rapide mais plus tardif qu'en France. C'est cet enseignement obligatoire et francophone qui aura comme effet l'absence de transmission du patois envers la nouvelle génération. Au contact avec les plus âgés, certains Gaumais vont tout de même en conserver une connaissance importante et deviendront des auteurs patoisants reconnus : Albert Yande, Roger Moreau, Hélène Hanse-Boquel ou Fernand Bonneau. Ce contexte nous permet d'expliquer les importantes différences quant au nombre d'ouvrages entre la Gaume et la Lorraine française.
Le Cercle royal gaumais de Bruxelles est fondé en 1917. L'Académie des patois gaumais est créé au début des années 2000.
Il est reconnu par un décret de la Communauté française de Belgique comme langue endogène en date du 24 décembre 1990.
Il n'existe pas, aujourd'hui, de gaumais ou lorrain uniforme comme pour la langue basque, bretonne ou wallonne.

## Géographie
Le gaumais n'est pas un dialecte uniforme. Comme beaucoup de langues régionales, des différences locales existent suivant un continuum dialectal. Le gaumais était également totalement intelligible dans les régions frontalières allant de Rodange à Stenay en passant par Longuyon. On considère néanmoins l'existence d'un gaumais méridional (axe Virton - Halanzy) et un gaumais septentrional (axe Semois Muno - Habay) même si chaque village possède une particularité. Au nord-ouest, l'influence de l'ardennais, dialecte du champenois, se fait sentir jusqu'à Izel. 
De manière générale, le vocabulaire gaumais est très proche de celui utilisé dans les autres patois de Lorraine romane.

## Vitalité
En 2009, après 29 années de travail, l'Académie du patois gaumais, regroupement de passionnés, publie Le Dictionnaire encyclopédique des patois de Gaume.
Le patois bénéficie d'un certain engouement ces dernières années en Belgique alors que la langue est sérieusement en danger. En témoigne la publication de la traduction du Petit Prince en gaumais ou encore les spectacles organisés par différentes troupes de théâtre. Une messe annuelle est organisée en gaumais à Tintigny.
Le nombre de locuteurs, difficilement chiffrable faute d'enquête linguistique en Belgique ou en France, est en constante diminution. Très rare sont ceux qui parlent le gaumais comme première langue. Par contre, il existe de nombreux locuteurs, souvent âgés, ayant appris le dialecte comme seconde langue et pouvant s'y exprimer.
Une série de mots gaumais et règles grammaticales sont passées dans le français local. Ainsi, les habitants de la Gaume peuvent souvent comprendre une phrase en patois sans pour autant savoir s'exprimer.

## Littérature
Les plus anciens ouvrages ne sont bien souvent pas datés. Au début du XVIIIe siècle, l'officier de l'état civil de Virton note dans ses registres de population quelques mots du parler local. C'est aussi à ce moment que l'écriture se généralise en Gaume ce qui permet aux classes sociales les moins favorisées de mettre sur papier la tradition orale dans leur langue maternelle.

### Poésie
La littérature gaumaise a fait de la poésie son support de prédilection. Des auteurs comme Albert Yande ou Léon Gillet ont produit de nombreux textes exprimant des coutumes, mœurs, habitudes, récits ou encore des fables. Le dernier album en date est Au travé des couteurs du Piwitch' à Djilbépan de Jacky Clausse.

### Romans et contes
En 2013, Jean-Luc Geoffroy publie L'Oscar èt l'Alfred à l'icole, premier romain écrit en Gaumais. En 2015, il publie en version bilingue El Paul à Nawé, un conte de Noël. Il participe également la même année à l'ouvrage Le voyage en Oïlie en traduisant le chapitre lorrain. De même, il publie cette année-là El pètit prince, traduction du célèbre roman. En 2019, il publie un conte appelé La Blandine èt l'Corentin.
D'autres auteurs se sont attardés sur des ouvrages plus court ou plus diversifiés. C'est le cas de Georges Themelin qui publie une série de contes, fables et monologues dans A l'ombe don vî tillu sorti en 2004 et son second tome en 2008. Il est aussi l'auteur des Cinq Saisons, publié en 2019.

### Dictionnaires
Le premier lexique en gaumais date du 6 novembre 1806 et comporte 18 mots. Il est réalisé par Marson Grandjean, maire de Virton, en réponse à l'enquête linguistique de Charles Coquebert de Montbret. Il est conservé aux Archives Nationales à Luxembourg.
Le linguiste Edouard Liegeois édite quant à lui en 1897 le tout premier dictionnaire sous le nom de Lexique du patois gaumet et qui sera suivi de deux compléments. Lucien Roger emboîte le pas en 1907 avec son Lexique du patois gaumais de Prouvy-Jamoigne. L'ancien maire de Saint-Mard, Emond Jacques, réalise également un dictionnaire de son village. Il ne sera jamais publié mais il inspira grandement les travaux futurs.
Le monde scientifique se penche également sur le gaumais durant l'été 1912. Ferdinand Brunot et son élève Charles Bruneau sillonnent la frontière afin de réaliser des enregistrements sonores à Florenville, Chiny, Gérouville... Il s'agit de la toute première enquête en France comme en Belgique avec un phonographe. Charles Bruneau va ensuite réaliser une gigantesque enquête qui donnera naissance à 3 ouvrages abordant 9 localités au nord-ouest de la Gaume. En outre, 2 localités du canton de Montmédy et 10 autres du canton de Carignan y sont reprises.
L'Atlas linguistique de la Wallonie s'intéresse aussi dès le début au gaumais, par souci de couvrir l'ensemble de la Wallonie politique. 30 localités gaumaises font l'objet d'une enquête. L'Atlas linguistique et ethnographique de la Lorraine romane de Jean Lanher a également enquêté à Saint-Mard.
En 1962, le linguiste Jules Massonnet fait un relevé du patois de son village natal, Chassepierre. 
Le premier dictionnaire d'envergure paraît en 1978. Le Cercle Culturel de Saint-Léger, très actif dans la préservation de sa langue locale publie un imposant glossaire de l'ensemble des mots locaux relevés.
Dans le cadre de la collection Architecture rurale de Wallonie abordant la lorraine belge, l'éditeur Mardaga réalise une enquête sur un lexique lié à l'architecture et à la vie quotidienne dans les villages de Châtillon, Termes, Watrinsart et Prouvy.
Georges Themelin publie en 1999 le tout premier dictionnaire français-lorrain/gaumais dans sa variante de Dampicourt, un ouvrage encore inédit à ce jour car c'est le seul à partir du français vers le gaumais. C'est également le plus important avec 20.000 mots.
Les publications se succèdent avec le dictionnaire du parler de Chiny de Alex Michel en 2008. En 2009, c'est au tour de l'Académie des Patois Gaumais de publier son Dictionnaire encyclopédique des patois de la Gaume. Cet ouvrage remarquable a le mérite de présenter et rassembler un maximum de mots (16.000 au total) et variantes issus de toute la Gaume. En 2018, Jean-Luc Geoffroy sort le Glossaire gaumais-français de Willancourt sur base des travaux et textes de l'auteur Nestor Marchal.
En mars 2021, Georges Themelin publie la deuxième édition de son dictionnaire français-lorrain/gaumais. Avec un peu plus de 700 pages au format A4, il s'agit du plus important recueil jamais réalisé en Lorrain roman. Ce dernier comprend également une grammaire.
En décembre 2021, Jean-Louis Laurent publie un dictionnaire gaumais de 616 pages, dont les matériaux s'appuient sur des enquêtes entreprises par l'auteur à Èthe-Belmont, et sur les travaux de ses prédécesseurs. L'ouvrage préparatoire à l'édition a reçu le prix de philologie en langue régionale de la Fédération Wallonie-Bruxelles en 2020.

## Théâtre
Le théâtre en gaumais est très ancien. Sa mise par écrit est quant à elle beaucoup plus récente. De nombreux auteurs ont écrit ou adapté des pièces et spectacles. C'est notamment le cas de Georges Themelin, Albert Hinck ou Christian Lambinet qui publie en 2018 Les utils aterloyis, une pièce avec des nouveaux mots pour désigner la modernité.
Le rideau gaumais de Saint-Léger a été très actif jusqu'à la fin du XXe siècle et ses pièces ont été sauvegardées grâce à l'enregistrement vidéo.
En 2019, les troupes les plus actives sont l'atelier de l'Académie des Patois Gaumais et Ceux d'Valansart.

## Chanson
La maîtresse de Dampicourt est la plus vieille chanson conservée à ce jour.
Jean-Claude Watrin est indéniablement le plus connu. Une partie de son répertoire a été écrite en gaumais. Cécile Liégeois sort un album avec Jean-Marie Liégeois en 2008 ainsi qu'un second en 2018.
Une des chansons gaumaises les plus connues est "tchantans tchantans".

## Linguistique

### Famille
Le gaumais est une langue d'oïl, variante du lorrain tel qu'il est parlé dans la Lorraine romane.
Dans son ouvrage Adieu Patois !, Jean Marie Didier défend l'origine germanique et celtique du gaumais, en s'appuyant sur une étude historique et phonologique. D'après l'auteur, l'influence des invasions barbares et de la domination franque sur la langue locale est considérable.

### Orthographe
Langue orale à l'origine, le gaumais n'a pas de vrai système d’orthographe adapté. Les auteurs dialectaux contemporains utilisent néanmoins deux systèmes :
- Le système Feller, créé à l'origine pour le wallon et promu par les associations de promotion des langues régionales ;
- La concordance avec le français, qui vise à utiliser un maximum l'orthographe et la graphie française afin de faciliter sa compréhension.

Les deux systèmes ont leurs avantages, mais le premier recueille bien souvent les critiques des auteurs locaux qui le trouvent inadapté à certaines règles du gaumais.